# 유순회
유순회(劉順懷, ? ~ ?)는 전한의 제후로, 장사정왕의 현손이다.

## 생애
아버지 유홍의 뒤를 이어 도량후(都梁侯)에 봉해졌다.
시호를 원(原)이라 하였고, 아들 유용이 작위를 이었다.

## 출전
- 반고, 《한서》 권15상 왕자후표 上

| 선대 아버지 도량절후 유홍 | 전한의 도량후 ? ~ ? | 후대 아들 도량양후 유용 |